# Ellon
Ellon è un comune francese di 632 abitanti situato nel dipartimento del Calvados nella regione della Normandia.

## Storia

### Simboli
Lo stemma è stato adottato il 20 maggio 2022. I leopardi d'oro in campo rosso sono simbolo della Normandia.

## Società

### Evoluzione demografica
Abitanti censiti